# Embers (chanson de James Newman)
Pour les articles homonymes, voir Embers.
Chansons représentant le Royaume-Uni au Concours Eurovision de la chanson
My Last Breath
(2020) Space Man
(2022)
Singles de James Newman
The Things We Do
(2020)
Clip vidéo
[vidéo] « Embers », sur YouTube
Embers (« Braise ») est une chanson du chanteur britannique James Newman, sortie le 10 février 2021. Cette chanson représente le Royaume-Uni lors du Concours Eurovision de la chanson 2021 qui a lieu à Rotterdam, aux Pays-Bas.

## Concours Eurovision de la chanson 2021

### Sélection interne
À la suite de l'annulation du Concours Eurovision de la chanson 2020 en raison de la pandémie de Covid-19, la BBC, radiodifuseur national annonce que James Newman sera à nouveau le représentant du Royaume-Uni pour l'édition suivante, en 2021.

### À l'Eurovision
En tant que pays du big 5, le Royaume-Uni est automatiquement qualifié pour participer à la finale le 22 mai 2021. La chanson termine à la 26e et dernière place sans obtenir aucun point.